# Мали Мутник
Мали Мутник (рум. Mâtnicu Mic) насеље у општини Фардеа, жупанија Тимиш, у Румунији.

## Историја
Када је 1797. године пописан православни клир Темишварске епархије у месту Мутник записан је један православни свештеник. Био је то парох поп Георгије Поповић (рукоп. 1779) који је знао само румунски језик.